# Patrick Doyle
Patrick Doyle (Uddingston, Escòcia, 6 d'abril de 1953) és un compositor de cinema escocès, nominat dues vegades per l'Oscar.

## Biografia
Ha col·laborat sobretot amb Kenneth Branagh i la comunitat Shakespeariana, però el seu talent és versàtil, i ha compost bandes sonores per a gran una varietat de pel·lícules i gèneres, des de Shipwrecked de Disney fins a Frankenstein. En l'última meitat dels anys 1990, va utilitzar una combinació de sintetitzadors, cors, i solos, al costat d'una orquestra tradicional.
La vocació original de Doyle era la d'actor, estudiant a l'Acadèmia Escocesa Reial de Música i Teatre. Començava la seva carrera com a professor de piano, abans d'escriure la música per a la comèdia musical Glasvegas, que fou un èxit popular al Festival d'Edimburg de 1978. Després d'unes quantes representacions com a actor secundari al cinema i a la televisió, entrava a formar part de la Renaissance Theatre Company de Kenneth Branagh el 1987.
Tot i que inicialment compaginava les tasques d'actor amb director musical de la companyia, la música finalment es convertiria en el seu principal focus, escrivint la d'un gran nombre d'obres, incloent-hi la versió de televisió de la seva producció més reeixida del Twelfth Night de Shakespeare, i finalment componia la seva primera banda sonora per al cinema - el Henry V de Branagh - el 1989.
Des de llavors, Doyle ha gaudit d'una carrera reeixida en els escalafons superiors de Hollywood, escrivint la música per a les pel·lícules de Branagh Dead Again (1991), Much Ado About Nothing (1993), Frankenstein (1994) i Hamlet (1996), així com les aclamades per la crítica i al mateix temps populars com Carlito's Way (1993), la nominada per l'Oscar Sentit i sensibilitat(1995), Donnie Brasco (1997), Quest For Camelot (1998), Great Expectations (1998), Bridget Jones's Diary (2001), Gosford Park (2001), i l'èxit massiu de Harry Potter i el calze de foc (2005)
Doyle va vèncer a la leucèmia el 1998 i actualment viu a Londres.

## Filmografia
Les seves pel·lícules més destacades són:
- 1989
  - Henry V
- 1990
  - Shipwrecked
- 1991
  - Tornar a morir (Dead Again)
- 1992
  - Indoxina (pel·lícula)
  - Into the West
- 1993
  - Carlito's Way
  - Much Ado About Nothing
  - Needful Things
- 1994
  - Frankenstein
  - Exit to Eden
- 1995
  - La princeseta
  - Sentit i sensibilitat
  - Une femme francaise
- 1996
  - Hamlet
  - Senyora Winterbourne (Mrs. Winterbourne)
- 1997
  - Donnie Brasco
- 1998
  - Quest for Camelot
  - Great Expectations
- 1999
  - East-West
- 2000
  - Blow Dry
  - Treballs d'amors perduts (Love's Labour's Lost)
- 2001
  - Bridget Jones's Diary
- 2002
  - Killing Me Softly
  - Gosford Park
- 2003
  - Calendar Girls
  - Secondhand Lions
  - The Galindez File
- 2004
  - Nouvelle France
- 2005
  - Harry Potter i el calze de foc
  - Nanny McPhee
  - Jekyll & Hyde
  - Man to Man
  - Wah-Wah
- 2006
  - As You Like ItAs You Like It (dir. Kenneth Branagh)
  - Eragon
  - The Last Legion
- 2007
  - Have Mercy on Us All